# Arco vulcânico

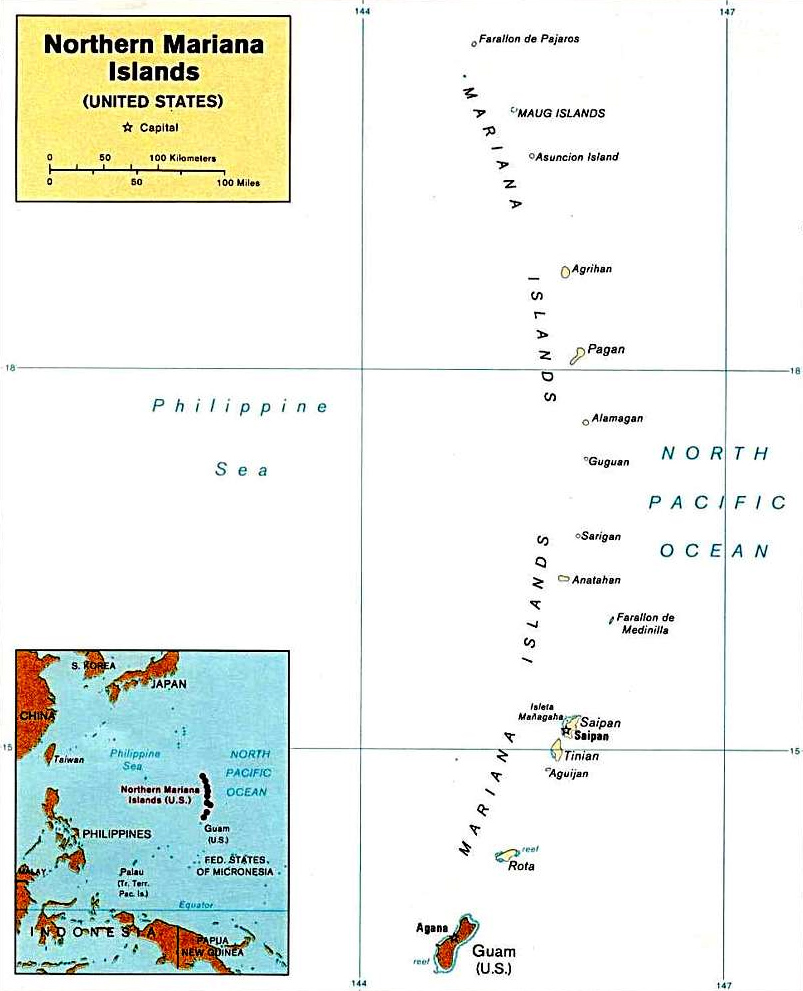
Ilhas Marianas, um arco de ilhas oceânicas

Um arco vulcânico é uma cadeia de montanhas ou ilhas vulcânicas localizadas perto das margens dos continentes e que são formadas em zonas de subducção de placas tectónicas. Arcos vulcânicos podem ser continentais ou oceânicos.